# Aurel (Drôme)
 Aurel  es una población y comuna francesa, en la región de Ródano-Alpes, departamento de Drôme, en el distrito de Die y cantón de Saillans.

## Demografía
| 243 | 228 | 199 | 204 | 204 | 205 |
| Para los censos de 1962 a 1999 la población legal corresponde a la población sin duplicidades (Fuente: INSEE [Consultar]) |     |     |     |     |     |